# Molí del Segarenc
El Molí del Segarenc és una obra d'Agramunt (Urgell) inclosa a l'Inventari del Patrimoni Arquitectònic de Catalunya.

## Descripció
Edifici d'estructura quadrada bastant ben conservat que sembla construït l'any 1798 segons es llegeix a la pedra de la llinda de la porta d'accés. Per la part del darrere s'hi veu la bassa amb dos cacaus no gens freqüents.